# Kangan Giin
Kangan Giin (ur. 1217, zm. 1300; jap. 寒巌義尹) – japoński mistrz zen szkoły sōtō, uczeń Dōgena.

## Życiorys
Był uważany za syna cesarza Go-Toby (後鳥羽, pan. 1183-1198) lub Juntoku (順徳, pan. 1210-1221), jednak nic tego nie potwierdza. Już jako chłopiec wykazywał wielkie zainteresowanie sprawami duchowymi. W wieku 16 lat został nowicjuszem i poświęcił się studiowaniu sutr. Ostatecznie jednak zwrócił się w stronę zenu. Jego przynależność do szkoły Darumy jest podważana, zapewne był to wynik zabiegów hagiografów, jednak nosi typowe imię dla członków tej szkoły, zaczynające się na "Gi". Według jego linii przekazu został uczniem Dōgena, jednak nie jest wymieniony w żadnym z pism tego mistrza, jak również nie ma żadnych informacji, że studiował zen w Kōshō-ji i Eihei-ji. Zbiory biografii mnichów z okresu Tokugawy zawierają informacje, że był uczniem Tettsū Gikaia.
W 1242 roku udał się do Chin, jednak po usłyszeniu, że jego nauczyciel Dōgen zmarł, powrócił do Japonii, aby złożyć wyrazy szacunku. W 1264 roku wybrał się do Chin po raz drugi. Zabrał ze sobą pisma Dōgena, które zostały wysoko ocenione. Do Japonii powrócił w 1267 roku. Jednak nawet jego wyjazd do Chin nie jest pewny. Np. w Ryakuden znajduje się informacja, że Giin udał się do Chin w 1253 roku (roku śmierci Dōgena) i spędził cztery lata studiując u nauczyciela Dōgena Tiantonga Rujinga. Jednak wiadomo, że 1254 roku Giin był wciąż w Eihei-ji, gdzie Koun Ejō nauczał go specjalnych procedur ordynacyjnych używanych w szkole sōtō przy ordynacji nowych mnichów. Rujing zmarł w 1228 roku, a więc jeszcze zanim Giin zaczął studiować u Dōgena. Z eulogii, które dla goroku (chiń. yulu) Dōgena otrzymał Giin od chińskich mnichów wynika, że był w Chinach w latach 1264 i 1265. Późniejsi biografowie Giina usiłowali rozwiązać te niejasności na wiele sposobów, jednak niezadowalających. Należy przyjąć, że Giin był w Chinach tylko raz w latach 1264 i 1265.
Po powrocie z Chin Giin przebywał w klasztorze Shōfuku na wyspie Kiusiu, który związany był z mistrzem Eisaiem. Nawiązał wtedy bliskie kontakty z lokalnym wojskowym Kawajirim Yasuakim, który oprócz zarządzania posiadłościami rodzinnymi pełnił funkcję sō kumona, czyli archiwisty w posiadłości Shinzō w środkowym rejonie wyspy, która była również gwarantem Saishōkō-in, świątyni filialnej o dość niepewnych afiliacjach z kilkoma klasztorami tendai lub shingon. Z kolei Saishōkō-in była poręczycielem posiadłości Shihi, na terenie której wybudowano Eihei-ji. Związek Giina z Kawajirim okazał się dla tego mnicha bardzo korzystny. W 1269 roku Kawajiri sponsorował wybudowanie pierwszego klasztoru dla Giina - Nyorai-ji. Giin odwdzięczył się za to przeprowadzając w 1276 roku kampanię zbierania funduszy w celu zbudowania mostu przez rzekę Midori. Giin posłużył się buddyjską metaforą "drugiego brzegu (zbawienia)". Most ukończono w 1278 roku.
Giin nie wahał się przed wykorzystywaniem buddyjskiej symboliki do wspomagania polityki prowadzonej przez świeckie siły. Jego wsparcie dla państwa wyraża także napis na dzwonie odlanym w 1287 roku dla klasztoru Daiji: "Dziesięć tysięcy lat dla cesarza, tysiąc lat dla sioguna; aby mogli słyszeć dzwonienie w spokoju i szczęściu, i zobaczyć jak ich panowanie ogrania [kraj]".
W 1282 roku Giin założył klasztor Daiji (大慈寺) w rejonie Higo (Kumamoto) na wyspie Kiusiu, którego sponsorem był także Kawajiri. Nauczał tam zmieszanego z innymi praktykami zenu. Jest twórcą frakcji higo, znanej także jako kyushu szkoły sōtō, której głównym klasztorem był Daiji. W XV wieku jego linia przekazu stała się bardzo mocna i była aktywna także w centralnej Japonii. W XVI i XVII wieku mnisi z frakcji higo  podjęli próby zrównania Daiji-ji z Eihei-ji opierając się na prestiżu jakim cieszył się Giin i mocy jego linii przekazu. Rząd Tokugawy i inne instytucje szkoły sōtō nie zgodziły się na to.
Zarówno Nyorai-ji jak i Daiji-ji zostały wybudowane w stylu zen, z głównymi wyobrażeniami Siakjamuniego, zamiast jednego z popularnych dewocjonalnych bóstw. Chociaż Giin uważał się za nauczyciela zen, to nie odrzucił praktyk kojarzonych z bardziej tradycyjnym japońskim buddyzmem. Swoje uczennice mniszki zachęcał do praktykowania dewocjonalnej pobożności, np. mniszka Jōa skopiowała Sutrę Lotosu, po ukończeniu czego wzniosła pamiątkową kolumnę w Daiji-ji. Sam Giin przeprowadzał także rozbudowane kilkudniowe ceremonie, w których uczestniczyło tysiąc mnichów i mniszek. W czasie trzydniowej ceremonii mnisi wykonywali bardzo rozbudowaną ceremonię skruchy i spowiedzi Hokke senbō, która była jedną z głównych ceremonii szkoły tendai. W 1287 roku Kawajiri przeznaczył dla Daiji-ji nowy teren dla jego rozbudowy. Była to nagroda za codzienne recytowanie Sutry Lotosu i innych sutr jako modlitwy (jap. kitō) za jego pomyślność. Prawdopodobnie tego rodzaju praktyki, niemające związku z zenem, przemawiały we wczesnym etapie rozwoju japońskiego zenu do władz, lokalnych panów i donatorów, którzy wychowywani byli na tradycyjnym buddyzmie.

## Linia przekazu Dharmy zen
Pierwsza liczba oznacza liczbę pokoleń od Pierwszego Patriarchy chan w Indiach Mahakaśjapy.
Druga liczba oznacza liczbę pokoleń od Pierwszego Patriarchy chan w Chinach Bodhidharmy.
Trzecia liczba oznacza początek nowej linii przekazu w innym kraju.
- 51/24. Tiantong Rujing (1163–1228)

- 52/25/1. Eihei Dōgen Kigen (1200–1253) Japonia. Szkoła sōtō

- 53/26/2. Sōkai
- 53/26/2. Senne (Yōkō-an)

- 54/27/3. Kyōgō (Yōkō-an)

- 53/26/2. Shinchi Kakushin (1207–1280)
- 53/26/2. Kangan Giin (1217–1300) (Daiji-ji)

- 54/27/3. Shidō Shōyū (zm. 1301 (Daiji-ji)
- 54/27/3. Tetsuzan Shian (Daiji-ji)

- 55/28/4. Gishō

- 56/29/5. Hohan

- 57/30/6. Gyokukan

- 58/31/7. Senten

- 55/28/4. Daiko

- 56/29/5. Gikai

- 57/30/6. Meishitsu

- 55/28/4. Ten’an

- 56/29/5. Chōkei

- 57/30/6. Ryōshitsu

- 55/28/4. Shiryō

- 56/29/5. Mutō

- 54/27/3. Ninnō Jōki

- 55/28/4. Gen’e

- 56/29/5. Zuiseki
- 56/29/5. Sansen

- 55/28/4. Saijū
- 55/28/4. Giyū

- 56/29/5. Baiin

- 55/28/4. Mōan
- 55/28/4. Kozen
- 55/28/4. Tekiden
- 55/28/4. Etsuō

- 54/27/3. Gukoku

- 55/28/4. Musetsu

- 56/29/5. Meian

- 53/26/2. Eihei Koun Ejō (1198–1280) (Eihei-ji)

- 54/27/3. Gien (zm. 1314) (Eihei-ji)
- 54/27/3. Jakuen (chin. Jiyuan) (1207-8.10.1299) (Hōkyō-ji)

- 55/28/4. Giun (Hōkyō-ji)

- 56/29/5. Donki (Hōkyō-ji)

- 54/27/3. Daijo Tettsū Gikai (1219–1309) (Daijō-ji)

- 55/28/4. Eiko Keizan Jōkin (1267–1325) (Daijō-ji)

- 56/29/5. Mugai Chikō (zm. 1351)
- 56/29/5. Koan Shikan (zm. 1341)

- 57/30/6. Zuiō

- 56/29/5. Gasan Jōseki (1276-1366)

- 57/30/6. Mugai Enshō (1311-1381)
- 57/30/6. Tsūgen Jakurei (1322-1391)
- 57/30/6. Musai Jinshō (zm. 1381)
- 57/30/6. Gennō Shinshō (1329-1400)
- 57/30/6. Taigen Shōshin (zm. ok. 1371)
- 57/30/6. Gessen Ryōin (1319-1400)
- 57/30/6. Mutan Sokan (zm. 1387)
- 57/30/6. Jikugen Chōsai (bd)
- 57/30/6. Dōsō Dōai (zm. 1379)
- 57/30/6. Chikudō Ryōgen (bd)
- 57/30/6. Jippō Ryōshū (zm. 1405)
- 57/30/6. Mutei Ryōshō (1313-1361)
- 57/30/6. Mutō Esū (bd)
- 57/30/6. Daitetsu Sōrei (1333-1408)

- 56/29/5. Meihō Sotetsu (1277-1350)
- 56/29/5. Kohō Kakumyō (1271-1361)
- 56/29/5. Genka Tekkyō (zm. 1321)

- 57/30.6. Genshō Chinzan (bd)

- 56/29/5. Ekyū (bd) pierwsza znana mniszka, która otrzymała przekaz Dharmy szkoły sōtō